# Poole (Trinidad y Tobago)
Poole es una localidad de Trinidad y Tobago, que forma parte de la región de Mayaro-Rio Claro.

## Geografía
La localidad abarca parte de la isla Trinidad y limita al norte con San Pedro (con la sección situada en la región de Couva-Tabaquite-Talparo) y Libertville, al sur con Tableland (localidad perteneciente a la región de Princes Town), al este con Libertville y Río Claro y al oeste con Fonrose Village.

## Demografía
Datos demográficos de la localidad de Poole:
| Gráfica de evolución demográfica de Poole entre 2000 y 2011 |
|                                                             |